# وزارة المالية (أنغولا)
وزارة المالية (بالبرتغالية: Ministério das Finanças) هي وزارة من ضمن مجلس الوزراء في حكومة أنغولا. يعود أصله إلى عام 1976، وتم إنشاؤه كبديل لفترة الاستعمار البرتغالي.
وزير المالية الحالي هو فيرا ديفز.